# 초도항 (고성군)
초도항은 강원특별자치도 고성군 현내면 초도리에 위치한 어항이다. 어촌정주어항으로 지정하여 관리하고 있다. 시설관리자는 고성군수이다.